# 콜롬비아의 공휴일
콜롬비아의 공휴일은 다음과 같다.
| 날짜                              | 공휴일 이름                           | 비 고                                                      |
| --------------------------------- | ------------------------------------- | ---------------------------------------------------------- |
| 1월 1일                           | 양력설                                |                                                            |
| 1월 6일 ~ 1월 12일 사이의 월요일  | 주현절                                |                                                            |
| 3월 19일 ~ 3월 25일 사이의 월요일 | 성 요셉 대축일                        |                                                            |
| 3~4월 중(이동)                    | 성목요일                              |                                                            |
| 3~4월 중(이동)                    | 성금요일                              |                                                            |
| 5월 1일                           | 노동절                                |                                                            |
| 5~6월 중(이동)                    | 주님 승천 대축일                      | 부활절로부터 39일 후에 해당하는 목요일                     |
| 5~6월 중(이동)                    | 그리스도의 성체 성혈 대축일           | 부활절로부터 60일 후에 해당하는 목요일                     |
| 5~6월 중(이동)                    | 예수 성심 대축일                      | 그리스도의 성체 성혈 대축일로부터 8일 후에 해당하는 금요일 |
| 6월 29일                          | 성 베드로와 성 바오로 사도 대축일     |                                                            |
| 7월 3일                           | 독립기념일                            |                                                            |
| 7월 20일                          | 독립 선언 기념일                      |                                                            |
| 8월 7일                           | 보야카 전투일                         |                                                            |
| 8월 15일                          | 성모 승천 대축일                      |                                                            |
| 10월 12일                         | 콜럼버스의 날                         |                                                            |
| 11월 1일                          | 모든 성인 대축일                      |                                                            |
| 11월 11일                         | 카르타헤나 독립기념일                 |                                                            |
| 12월 8일                          | 원죄 없이 잉태되신 동정 마리아 대축일 |                                                            |
| 12월 25일                         | 크리스마스                            |                                                            |